# To Venus and Back
To Venus and Back är det femte studioalbumet av Tori Amos, utgivet i september 1999 på Atlantic Records.
Det är ett dubbelalbum där första skivan, kallad Venus: Orbiting, innehåller nyproducerat material, medan den andra skivan, kallad Venus Live: Still Orbiting, består av låtar som spelades live under Amos turné 1998. De nyinspelade låtarna är glesare i produktion än de hos det tidigare albumet, From the Choirgirl Hotel, men en likhet mellan de båda är dess electronica-influerade stil. Singlarna från albumet var "Bliss", "1000 Oceans", "Glory of the 80s" och "Concertina".

## Bakgrund
Ursprungligen hade Amos tänkt sammanställa ett album bestående av b-sidor men idén utvecklades snart till ett dubbelalbum med nytt studiomaterial såväl som liveinspelade låtar. I jämförelse med From the Choirgirl Hotel är To Venus and Back glesare både i produktion och arrangemang men har ändå den electronica-influerade stilen och det dämpade piano-soundet gemensamt. Albumet visar omstört upp Amos sång och piano i en musiklabyrint av elektroniska vågor och effekter. Låtar som "Juárez" och den episka "Dātura" är till stor del uppbyggda kring dessa effekter. Albumet tar upp ämnen som olösta mördade kvinnliga maquiladora-arbetare i Ciudad Juárez på den USA-mexikanska gränsen, hallucinogena växter och Napoleon Bonaparte.

## Turné
Albumet marknadsfördes av en kort turné under 1999, "Five and a Half Weeks Tour", som Amos var huvudattraktion på tillsammans med Alanis Morissette och som påbörjades en månad innan utgivningen av albumet. Många såg Amos som uppvärmningsakt för Morissette eftersom hon alltid spelade först; detta var dock på grund av logistiken att sätta upp en flygel på scenen. En annan turné med bara Amos, "To Dallas and Back", ägde också rum men planerna att marknadsföra det drogs tillbaka när Amos genomgick sitt tredje missfall i november 1999.

## Låtlista
Alla låtar är skrivna och komponerade av Tori Amos. 
| 1.  | Bliss            | 3:42 |
| 2.  | Juárez           | 3:48 |
| 3.  | Concertina       | 3:56 |
| 4.  | Glory of the 80s | 4:03 |
| 5.  | Lust             | 3:54 |
| 6.  | Suede            | 4:58 |
| 7.  | Josephine        | 2:30 |
| 8.  | Riot Poof        | 3:28 |
| 9.  | Dātura           | 8:25 |
| 10. | Spring Haze      | 4:44 |
| 11. | 1000 Oceans      | 4:19 |

| 1.  | Precious Things    | 7:37  |
| 2.  | Cruel              | 6:47  |
| 3.  | Cornflake Girl     | 6:31  |
| 4.  | Bells for Her      | 5:42  |
| 5.  | Girl               | 4:15  |
| 6.  | Cooling            | 5:09  |
| 7.  | Mr. Zebra          | 1:17  |
| 8.  | Cloud on My Tongue | 4:58  |
| 9.  | Sugar              | 5:10  |
| 10. | Little Earthquakes | 7:37  |
| 11. | Space Dog          | 5:46  |
| 12. | Waitress           | 10:24 |
| 13. | Purple People      | 4:11  |

## Listplaceringar
| Listor (1999)                   | Högsta placering |
| ------------------------------- | ---------------- |
| Australiensiska albumlistan     | 6                |
| Belgiska albumlistan (Flandern) | 13               |
| Brittiska albumlistan           | 22               |
| Finländska albumlistan          | 30               |
| Franska albumlistan             | 31               |
| Kanadensiska albumlistan        | 18               |
| Nederländska albumlistan        | 24               |
| Norska albumlistan              | 10               |
| Schweiziska albumlistan         | 27               |
| Svenska albumlistan             | 49               |
| USA Billboard 200               | 12               |
| Österrikiska albumlistan        | 17               |

## Medverkande
- Tori Amos - sång, piano, synthesizer, producent
- Jon Astley - mastering
- Richard Bates - illustrationer
- Steve Caton - gitarr
- Matt Chamberlain - trummor, slagverk
- Jon Evans - bas
- Andy Gray - trumprogrammering
- Mark Hawley - mixning, inspelning
- Loren Haynes - fotografi
- Marcel van Limbeek - mixning, inspelning
- Brenda Rotheiser - illustrationer
- Rob van Tuin - illustrationer (Venus), assisterande mixning och inspelning